# Agesistratos
Agesistratos (Αγησίστρατος) uit Sparta was een oud-Grieks militair ingenieur en schrijver, wiens verloren gegane technisch handboek de basis vormde voor "over machines" (Περὶ μηχανημάτων / Peri mêkhanêmatôn) van Athenaeus Mechanicus en deel 10 van "over architectuur" (De architectura) van Vitruvius.